# Mario Martire (pilota)
Mario Martire (Pedace, 7 luglio 1910 – Lager Gusen, Mauthausen, 17 febbraio 1945) è stato un aviatore italiano, maggiore pilota della Regia Aeronautica.

## Gli anni nel Cosenza Calcio

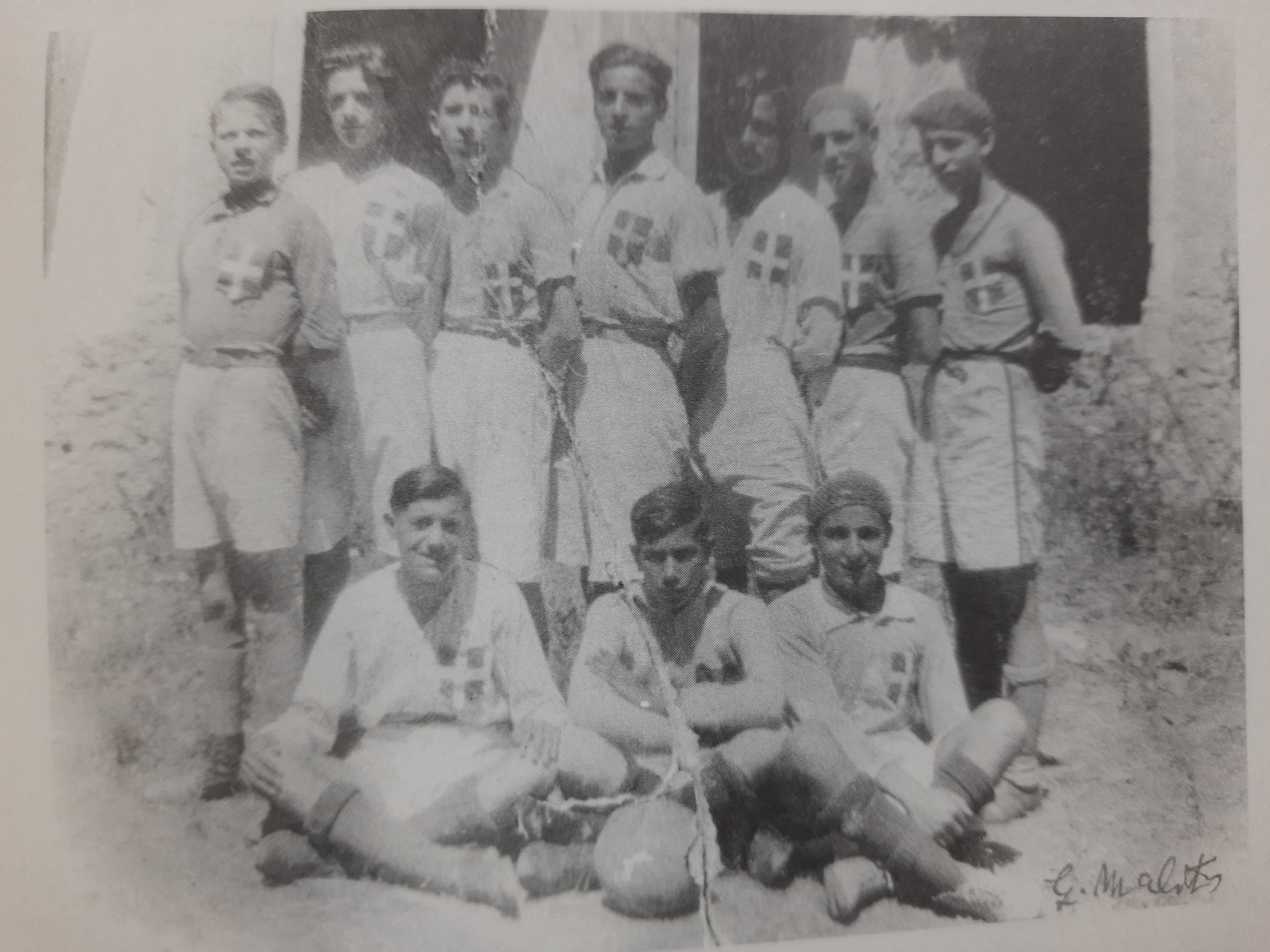
Squadra di calcio di Pedace con Mario Martire (in alto al centro) e Cesare Curcio (il sesto in alto a partire da sinistra) al Convento di San Francesco. Fondo Giuseppe Malito

Figlio di Francesco, avvocato, e Gaetana Lombardi. La sua famiglia era composta da altri cinque figli: due maschi, Filippo (nato nel 1900 e avvocato) e Salvatore (nato nel 1902, comunista arrestato più volte e inviato al confino a Pantelleria e Ustica), e tre femmine, le gemelle Elisabetta (“donna Bettina”, maestra elementare) e Giulia e infine Italia.
Mario inizia a giocare nella squadra di calcio del suo paese insieme al futuro deputato Cesare Curcio. Successivamente passa nell'A. S. Cosenza “Lupi della Sila”,  prima nel ruolo di ala per poi diventare mediano grazie alle sue capacità nel vedere il gioco. In particolare contribuisce alla stagione 1932-1933 nella quale il Cosenza calcio ottiene il terzo posto in classifica andando molto vicino alla promozione in serie B. Nel 1935 lascia gli studi universitari del 3 ° Corso di Scienze economiche e commerciali all'Università di Napoli per arruolarsi, contro il parere dei familiari, come volontario nella Regia Aeronautica al fine di diventare pilota. 

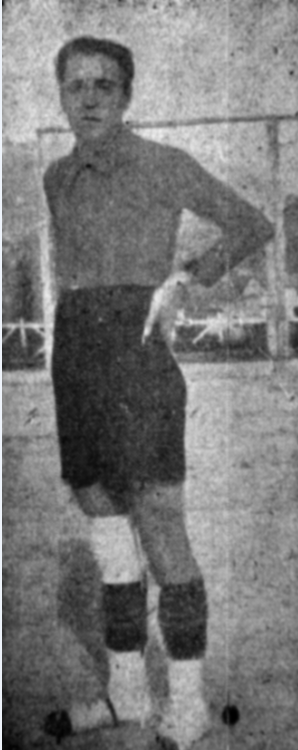
Mario Martire Calciatore

## La carriera militare
Con il grado di sottotenente viene inserito in un gruppo dei bombardieri trimotore Savoia-Marchetti S.M.81. Non sottoscrive la tessera del partito fascista e riesce comunque ad ottenere il brevetto di pilota nel 1935 e un secondo brevetto nel 1936. Lo stesso anno insieme ai suoi compagni, con il grado di sottotenente, viene inviato nella guerra civile in Spagna tra le file dell’Aviazione Legionaria a sostenere il generale Francisco Franco dove si confronta occasionalmente contro caccia di costruzione russa Polikarpov I-16. Nel 1937-1938 rientra in Italia dove partecipa ad un corso nell'Accademia Militare. Combatte anche in Albania dove viene promosso capitano per meriti di guerra. In occasione di una licenza premio gli viene consentito di tornare a Pedace dove viene festeggiato dalla popolazione.

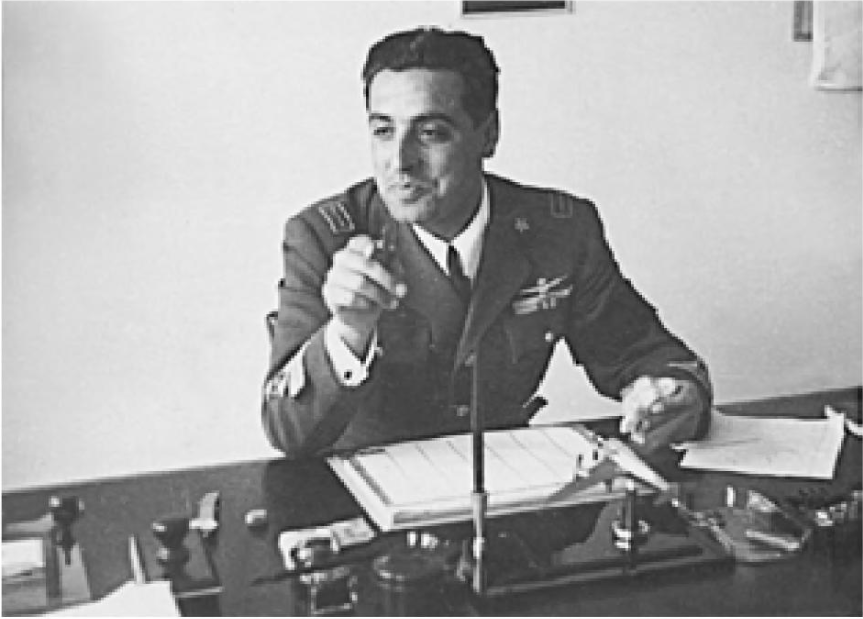
Mario Martire, su concessione della famiglia Martire

### Seconda Guerra Mondiale
Partecipa alla seconda guerra mondiale in complesse operazioni sui fronti del Mediterraneo orientale e viene premiato in più occasioni. Con il grado di tenente viene posto a comando di una squadriglia di aerei che riesce ad eseguire complesse operazioni laddove era stato già pagato un alto prezzo in termini di aerei abbattuti e vite umane.
Nel giugno-luglio 1940, con il grado di tenente, è protagonista di incursioni sugli obiettivi nemici nella Corsica e del Mediterraneo orientale dove spinse il proprio mezzo fino agli estremi limiti dell’autonomia di volo, facendo ritorno indenne alla base dopo avere rischiosamente centrato gli obiettivi assegnatigli. Nell’autunno/inverno di quell’anno grazie anche alle reiterate azioni sul fronte greco ottenne la prima medaglia d’argento. A questa decorazione doveva aggiungerne altre quattro per le sue operazioni di successo in Palestina, Siria, Albania ed Egitto. In molte occasioni egli rientrava alla base con l'aereo crivellato di colpi.
L'8 Settembre 1943, mentre si trova nel campo di aviazione di Cameri (Novara), subiscono un attacco da parte delle SS. In quell'occasione il comandante del campo, tenente colonnello Alberto Ferrario di Genova, per evitare di esser catturato si suicida, lasciando la difesa del campo in mano agli ufficiali che, senza carburante, provano a resistere con i mitraglieri di bordo, ma che poi superati in forze dispiegate dai tedeschi, si disperdono in piccoli gruppi.
Tradito nei suoi ideali dal fascismo, Mario vaga inizialmente per le montagne lombarde e venete finché riesce a raggiungere Venezia dove viene accolto dalla sorella e dal cognato. Sotto altro nome, lavorò inizialmente come meccanico in una ditta della zona ma poi decise di partecipare alla guerra di liberazione dell’Italia, si arruola tra le file dei partigiani ai comandi del generale Armellini.
Nella corrispondenza con il fratello Filippo scrisse che partecipò

### Lettera inviata ai familiari
La sua ultima testimonianza diretta è una sua lettera ai familiari datata 30 Aprile 1944. Di seguito il testo contenuto:

### La prigionia a Mauthausen
Mentre si trova in Veneto, il giorno prima di una partenza per la Puglia, il siciliano Carlo Aprile, una spia fascista, denuncia al maggiore delle SS Bach: Giovanni Mocellin e sua moglie, Antonio Rossito detto Nino e Anita Fabbri.. Il 7 maggio 1944, insieme ad altre 37 persone, mentre è impegnato in una missione di collegamento tra partigiani e reparti speciali delle forze armate delle Nazioni Unite, viene arrestato dalle SS tedesche e incarcerato in Santa Maria Maggiore. Mario Martire viene arrestato perché visto insieme al Mocellin.
Viene deportato nel campo di concentramento austriaco di Mauthausen, Lager Gusen, e immatricolato con numero 82419 come macchinista e assegnato probabilmente alla Baracca 6.

### La morte

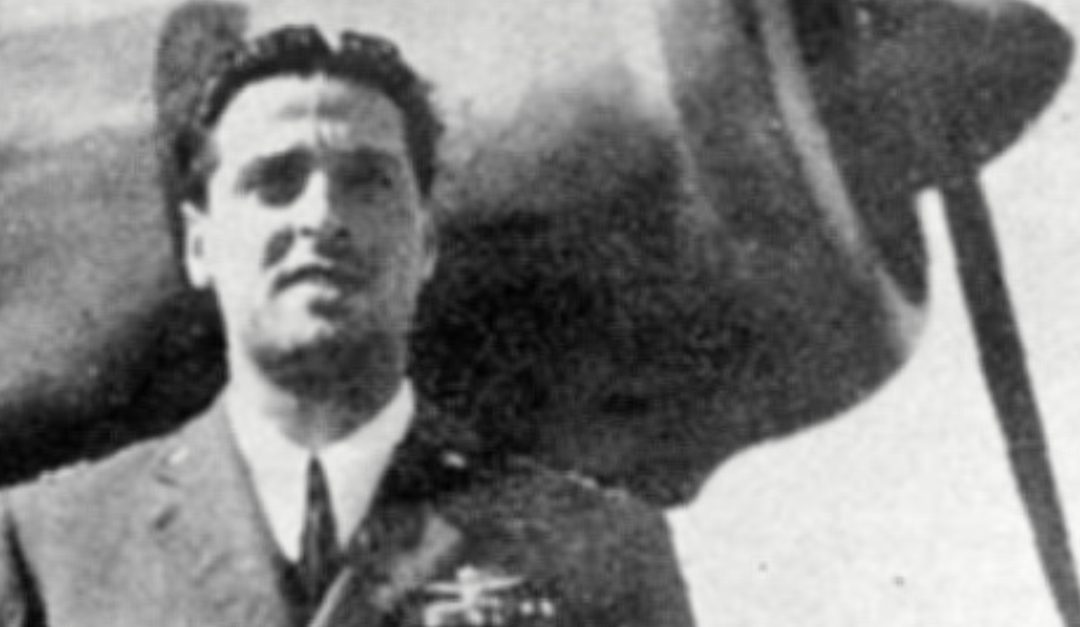
Mario Martire Maggiore Pilota

Secondo i fatti riportati da Mancusi V., sopravvissuto agli orrori del campo di concentramento, risulta che Mario Martire il 17 febbraio 1945, ridotto ad uno scheletro, si trascinava per il campo fino al momento in cui decise di entrare nell'infermeria del campo dicendo: "Vado: mi ammazzino pure! Non ne posso più, sono sfinito!". La sera stessa viene portato al forno crematorio e le sue ceneri disperse. La spia che l'aveva tradito viene in seguito catturata e condannata a morte ma poi amnistiata.
Subito dopo la liberazione del campo la notizia della sua morte arrivò a Cosenza. L'on. Pietro Mancini, direttore de l’ «Avanti!» scrisse: «È giunta dal fatale campo dei prigionieri politici di Mauthausen la triste notizia della morte del capitano pilota Mario Martire, fratello dei compagni carissimi Filippo e Salvatore, da Cosenza».

## Omaggio di Ciardullo
Il suo concittadino poeta Michele De Marco (in arte Ciardullo) lo nomina, anche se giovanissimo, tra i protagonisti del suo testo “Lupi della Sila”.
lupacchiu de razza bona e de li cchiù veraci!
A postu sempre, mai te fa nnu nquacchiu
…chissu è nnu lupacchiellu de Peraci!…»

## Riconoscimenti
A Cosenza, il ponte sul fiume Busento nei pressi di piazza Valdesi, distrutto dai tedeschi in ritirata nell'Agosto del 1943, venne ricostruito dopo la guerra. 
Nel 1947 l’Associazione Reduci della Provincia di Cosenza, l’Associazione Combattenti, l’Associazione Aviatori in congedo, la Confederazione Nazionale dei Perseguitati Politici e l’Associazione Nazionale Partigiani d’Italia chiesero all’Amministrazione comunale di Cosenza di intitolare a Mario Martire il ponte sul Busento. Il 25 aprile 1947, in una giornata luminosa, la città dedicò il ponte a Mario Martire, apponendo due piccole lastre di marmo alle due estremità con la scritta "Ponte Mario Martire".

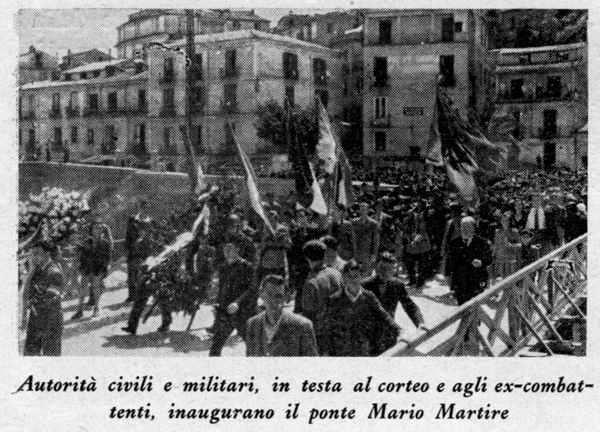

Successivamente una nuova targa venne posta dall'Istituto calabrese per la storia dell’antifascismo e dell’Italia contemporanea e contenente il seguente testo:

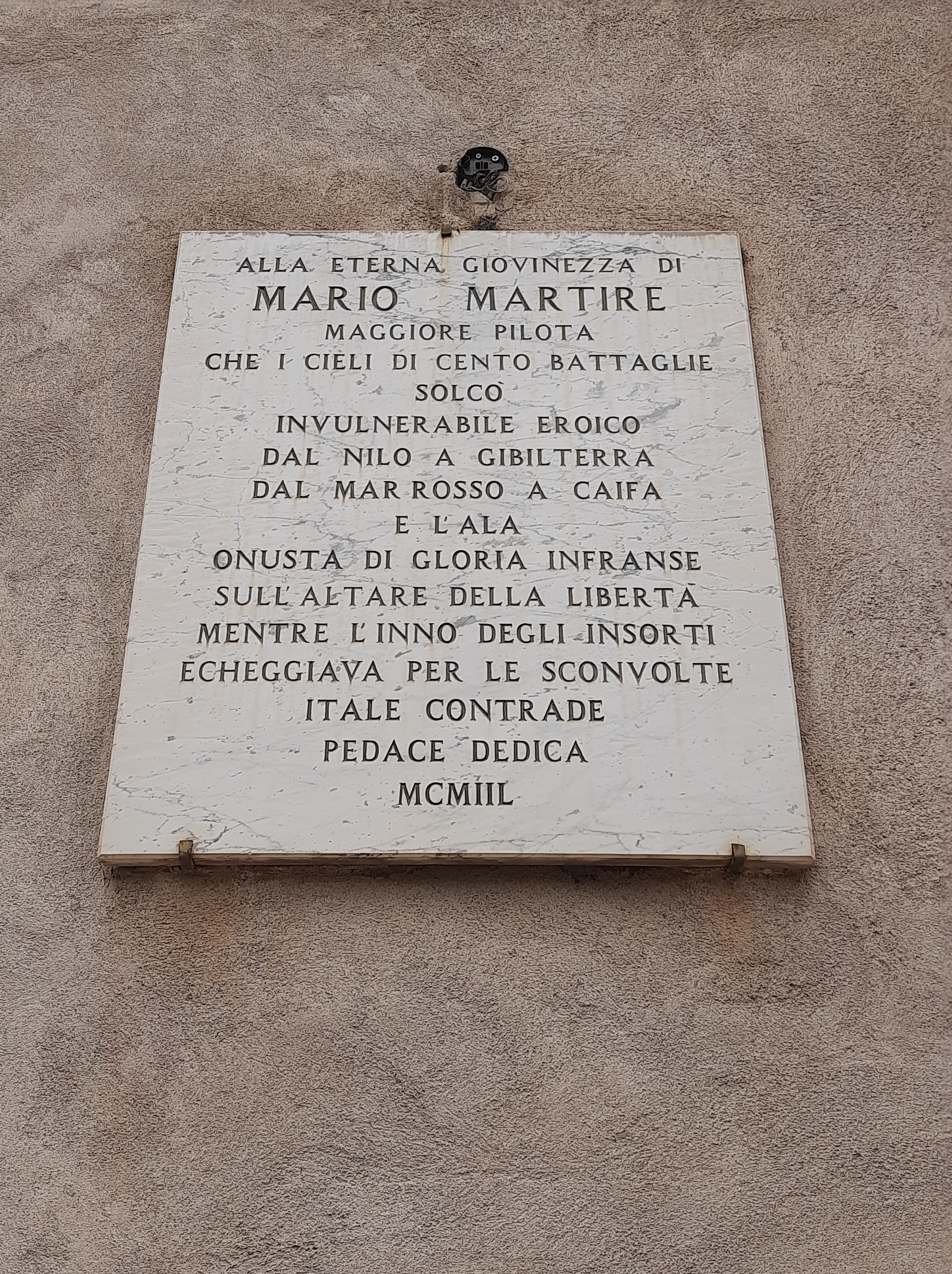
Stele dedicata dalla popolazione di Pedace a Mario Martire

Una delle iniziative più significative fu quella del Comune di Pedace, paese d’origine della sua famiglia, che nel novembre del 1948 rese al pilota cosentino solenni onoranze, ponendo sulla facciata del palazzo municipale e poi a lato della Chiesa dei Santi Apostoli Pietro e Paolo la seguente lapide:
PEDACE DEDICA MCMIIL»
Nell’occasione il sindaco di Cosenza scrisse il seguente telegramma al sindaco di Pedace:
L'8 novembre 2014 nei pressi del ponte Mario Martire, alla presenza delle Amministrazioni di Cosenza e Pedace e dei vertici dell'aeronautica militare rappresentati dal Comandante dell’Aeronautica Militare di Montescuro e dal Tenente Colonnello Francesco Italo Arno, venne inaugurata una stele alla memoria del maggiore pilota. Di seguito il contenuto della stele:
TU CHE HAI ESALATO
L’ULTIMO RESPIRO
COL SOL DOLORE DI NON
POTER COGLIERE NEGLI OCCHI
CHE SI SPEGNEVANO
IL DOLCE SOLE DELLA PATRIA.
TU CHE SEI ENTRATO
NEL MONDO DEGLI EROI
SEI E SARAI SEMPRE PRESENTE
NEL NOSTRO SPIRITO
QUALE ESPRESSIONE PURISSIMA
DI FEDE D’INDOMITO CORAGGIO,
DI AMORE TENACE E FERVIDO
PER QUESTA ITALIA
COSÌ MARTORIATA.
Giovanni Formoso 
1925 – 1982»

## Impatto sociale
Dopo la sua morte nacquero numerose associazioni culturali e sportive a suo nome che organizzarono eventi in sua memoria. Si ricordano l’Associazione Reduci di San Lucido (Cosenza), la Società cooperativa di lavoro «Maggiore Pilota Mario Martire », costituita a Cosenza il 15 novembre 1947, e una coppa biennale per la gara ciclistica «Valle del Crati» che l’Ente Nazionale Assistenza Lavoratori istituì e che, anche grazie alla partecipazione di alcuni campioni del ciclismo italiano, nella XII edizione ebbe notorietà nazionale.
Al termine della guerra, il Cosenza Calcio non potendo utilizzare più il campo sportivo “Città di Cosenza”, perché occupato dalla popolazione sfollata e senza tetto, riprende le sue attività nell’abbandonato campo da gioco militare. Lo sport riesce a raccogliere il sostegno e la voglia di riscatto della popolazione impoverita e affamata dalla guerra e, grazie anche al grande sostegno sociale, nel 1946 il Cosenza Calcio ottiene per la prima volta la promozione in serie B.